# Streckfärg

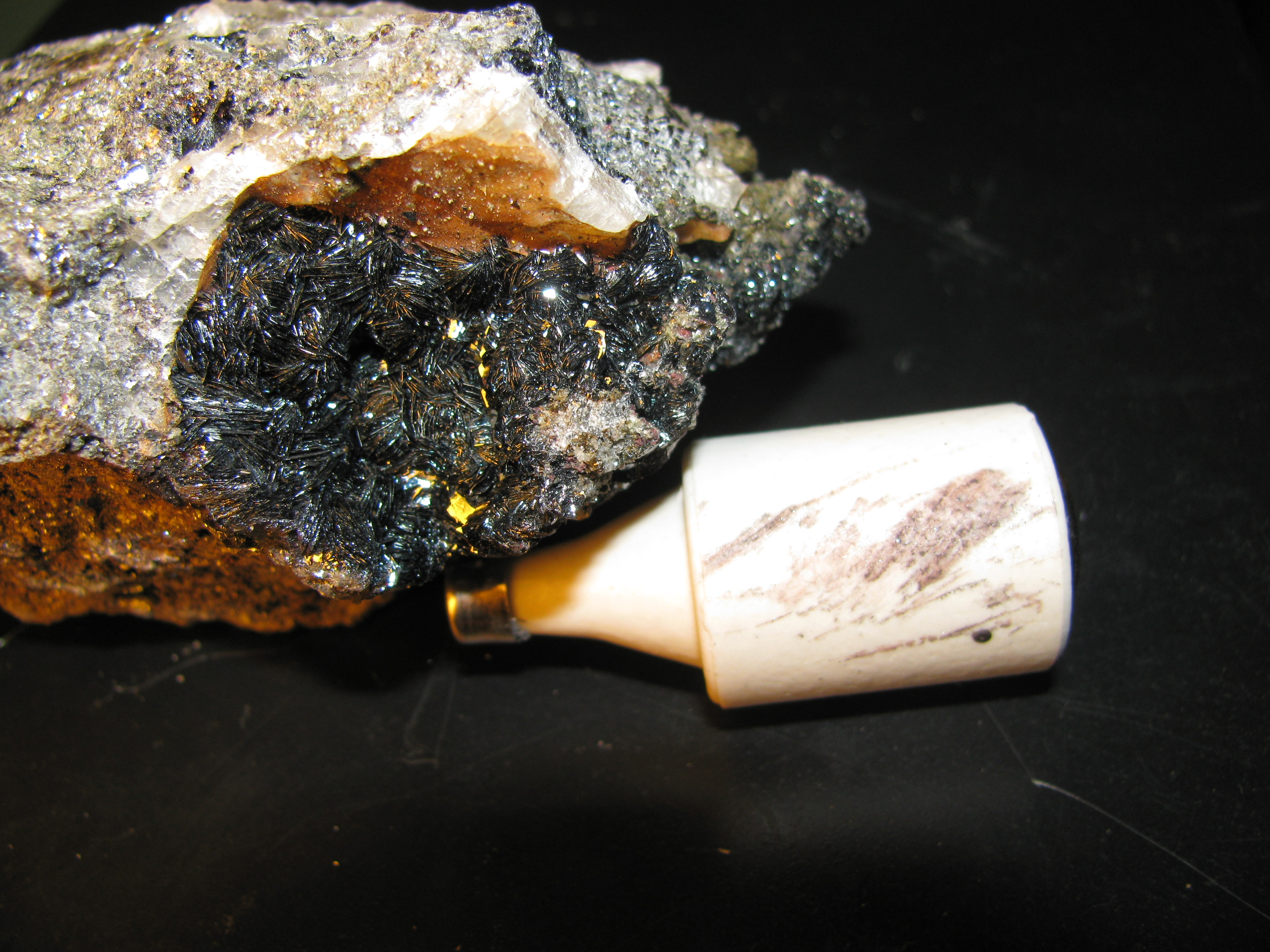
Hematit kan vanligtvis ses som svart till stålgrå kristaller. När man stryker dem mot en porslinssäkring får man ett rödbrunt eller "rostrött" streck.

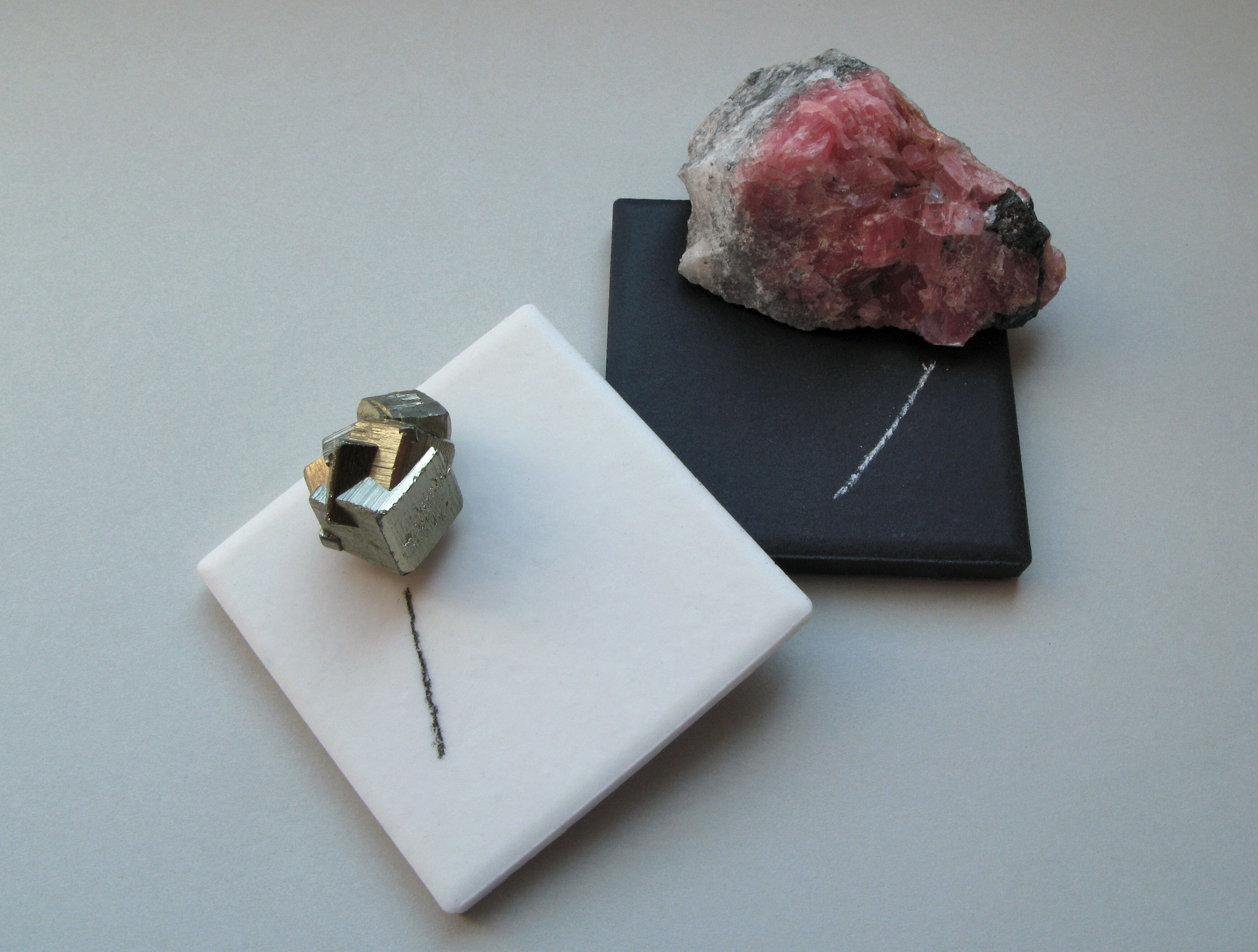
Gulglänsande pyrit ger ett mörkt streck. Rodokrosit ger ett ljust streck som lättare ses mot en svart platta.

Streckfärg är den färg som ett finkornigt pulver av ett mineral har. Streckfärgen, ibland bara kallad strecket, fås när man drar ett mineral mot en bit rå yta av oglaserat porslin. I enklare fall kan man använda en vanlig porslinssäkring, en så kallad elpropp, som ofta är tillverkade av oglaserat porslin. Ibland har glaserade porslinsvaror undertill en oglaserad smal rand som kan användas för att få fram streckfärgen. För ändamålet finns det även både vita och svarta streckplattor vars skarpa hörn underlättar att komma åt mineralkorn i fördjupningar. Analys av streckfärg används för att kunna skilja olika mineral åt och bestämningsmetoden går att utföra i fält (utomhus). Porslin har hårdheten 6-7 på Mohs hårdhetsskala varför metoden inte kan användas för att  diagnosticera ännu hårdare mineral. 
Även om färgen på ett stycke mineral kan variera så är streckfärgen oftast mer enhetlig. Turmaliner finns i många olika färger men streckfärgen är vit. Järnoxiden magnetit är svart och har svart streck medan järnoxiden Hematit också (oftast) är svart men har en rödbrun streckfärg.
Idiokromatiska (egenfärgade) mineral (till exempel malakit) har snarlik streckfärg som mineralet självt. Allokromatiska (lånad färg) mineral som får färg av föroreningar har oftast vitt streck.
Guld (metall) ger ett guldfärgat streck medan det mässingsfärgade mineralet pyrit (svavelkis) (ibland kallad kattguld) ger ett grönsvart streck.